# Trechus kocheri
Trechus kocheri is een keversoort uit de familie van de loopkevers (Carabidae). De wetenschappelijke naam van de soort is voor het eerst geldig gepubliceerd in 1939 door Paulian et Villiers.